# Vicia coquimbensis
Vicia coquimbensis là một loài thực vật có hoa trong họ Đậu. Loài này được Martic. mô tả khoa học đầu tiên năm 2000.